# Kurmanbek Bakiyev
Kurmanbek Saliyevich Bakiyev (tiếng Kyrgyzstan: Курманбек Сали уулу Бакиев (Kurmanbek Sali Uulu Bakiev), tiếng Nga: Курманбек Салиевич Бакиев; sinh ngày 1 tháng 8 năm 1949) là Tổng thống của Kyrgyzstan từ năm 2005, nhưng đã bị lật đổ khỏi chức vụ vào ngày 7 tháng 4 năm 2010. Các cuộc biểu tình chống đối tháng 4 năm 2010 đã dẫn đến việc 7 tháng 4, người biểu tình phe chống đối tụ tập trước Phủ Tổng thống yêu cầu Tổng thống và Thủ tướng phải ra đàm phán trực tiếp, nếu không sẽ chiếm Phủ Tổng thống. Hàng loạt người biểu tình đã xung đột giáp lá cà với cảnh sát và Bakiyev đã chạy trốn.
Bakiyev đã là lãnh đạo của Phong trào Nhân dân Kyrgyzstan trước khi nhậm chức tổng thống. Ông nhận được ủng hộ ở miền nam quốc gia này. Hội đồng Lập pháp Kyrgyzstan thuộc Hội đồng tối cao Kyrgyzstan đã bổ nhiệm ông làm Tổng thống vào ngày 24 tháng 3 năm 2005 sau khi đã phế bỏ chức vụ Tổng thống Askar Akayev trong cuộc cách mạng Tulip. Tháng 10 năm 2007, Bakiyev đã đề xướng lập đảng Ak Jol nhưng đã không làm lãnh đạo đảng này do ông đang đảm nhận chức vụ tổng thống.

## Tiểu sử
Bakiyev sinh ở Masadan, tỉnh Jalal-Abad, Cộng hòa Xã hội chủ nghĩa Xô Viết Kyrgyzstan, thuộc Liên Xô.
Năm 1972, Bakiyev tốt nghiệp Đại học Bách khoa Kuybyshev ngành kỹ thuật điện.
Từ năm 1974 đến năm 1976, ông phục vụ trong Quân đội Liên Xô.
Năm 1979, ông giữ chức Phó chánh kỹ sư tại một nhà máy ở Jalal-Abad,
Năm 1990 ông giữ chức giám đốc nhà máy này, sau đó rời nhà máy bước vào con đường chính trị. Đây tiên ông giữ chức Bí thư thứ nhất của Hội đồng thành phố Kok-Yangak, sau đó giữ chức Chủ tịch Xô Viết tối cao thành phố đó, sau đó là chức Phó chủ tịch vùng Jalalabad.